# يزيد بن عامر بن حديدة
يزيد بن عامر بن حديدة صحابي من الأنصار من بني سواد بن غنم، شهد بيعة العقبة الثانية، وشهد غزوتي بدر وأحد.